# Ula (Saaremaa)
Koordinaten: 58° 30′ N, 23° 10′ O
Ula ist ein Dorf (estnisch küla) auf der größten estnischen Insel Saaremaa. Es gehört zur Landgemeinde Saaremaa (bis 2017: Landgemeinde Pöide) im Kreis Saare. Ula ist nicht zu verwechseln mit Väike-Ula, das ebenfalls auf der Insel Saaremaa liegt und bis 2017 Ula hieß.

## Einwohnerschaft und Lage
Das Dorf hat neun Einwohner (Stand 31. Dezember 2011). Es liegt direkt an der Ostsee an der Meerenge zwischen den Inseln Saaremaa und Muhu.